# Cewe
CEWE Stiftung & Co. KGaA (zkratka CEWE) je německá společnost, působící v několika zemích Evropy, kterou v roce 1961 založil Heinz Neumüller pod názvem CEWE Color v německém Oldenburgu. Heinz Neumüller byl vášnivým fotografem a v roce 1949 se oženil s dcerou Carla Wöltje, Sigrid Marie Wöltje. Heinz Neumüller pojmenoval společnost na počest svého tchána, využil jeho iniciály "CW". Carl Wöltje byl majitel specializované fotografické prodejny. Společnost CEWE v roce 2013 provozovala 11 fotolaboratoří po celé Evropě. V roce 2013 měla společnost více než 3 000 zaměstnanců, v roce 2017 více než 3 500. Ve společnosti se vyrobí více než 3 miliardy barevných fotografií ročně.

## CEWE Color, a.s.
CEWE Color, a.s. je společnost působící v České republice a je součástí koncernu CEWE. Společnost vlastní síť maloobchodních prodejen CEWE Fotolab. Společnost vyrábí více než milion fotoknih ročně.